# Ferdinando Maria di Baviera
Ferdinando Maria di Wittelsbach, elettore di Baviera (Castello di Schleißheim, 31 ottobre 1636 – Castello di Schleißheim, 26 maggio 1679), fu duca di Baviera e uno dei principi elettori del Sacro Romano Impero dal 1651 alla sua morte. Il suo governo fu contraddistinto da una politica di neutralità tra gli Asburgo e la Francia e segnò l'ingresso del barocco italiano in Baviera.

## Biografia

### Giovinezza e ascesa
Nato nel Castello di Schleißheim, Ferdinando Maria era il figlio maggiore di Massimiliano I, Elettore di Baviera e della sua seconda moglie, Maria Anna d'Asburgo, figlia dell'Imperatore Ferdinando II d'Asburgo (che fu tra l'altro suo padrino di battesimo). In gioventù studiò scienze politiche con i gesuiti, ma all'improvvisa morte di suo padre nel 1651 venne chiamato a succedergli con suo zio Alberto VI di Baviera e sua madre come tutori. Venne incoronato il 31 ottobre 1654 quando poté prendere da solo le redini del governo.

#### Politica estera

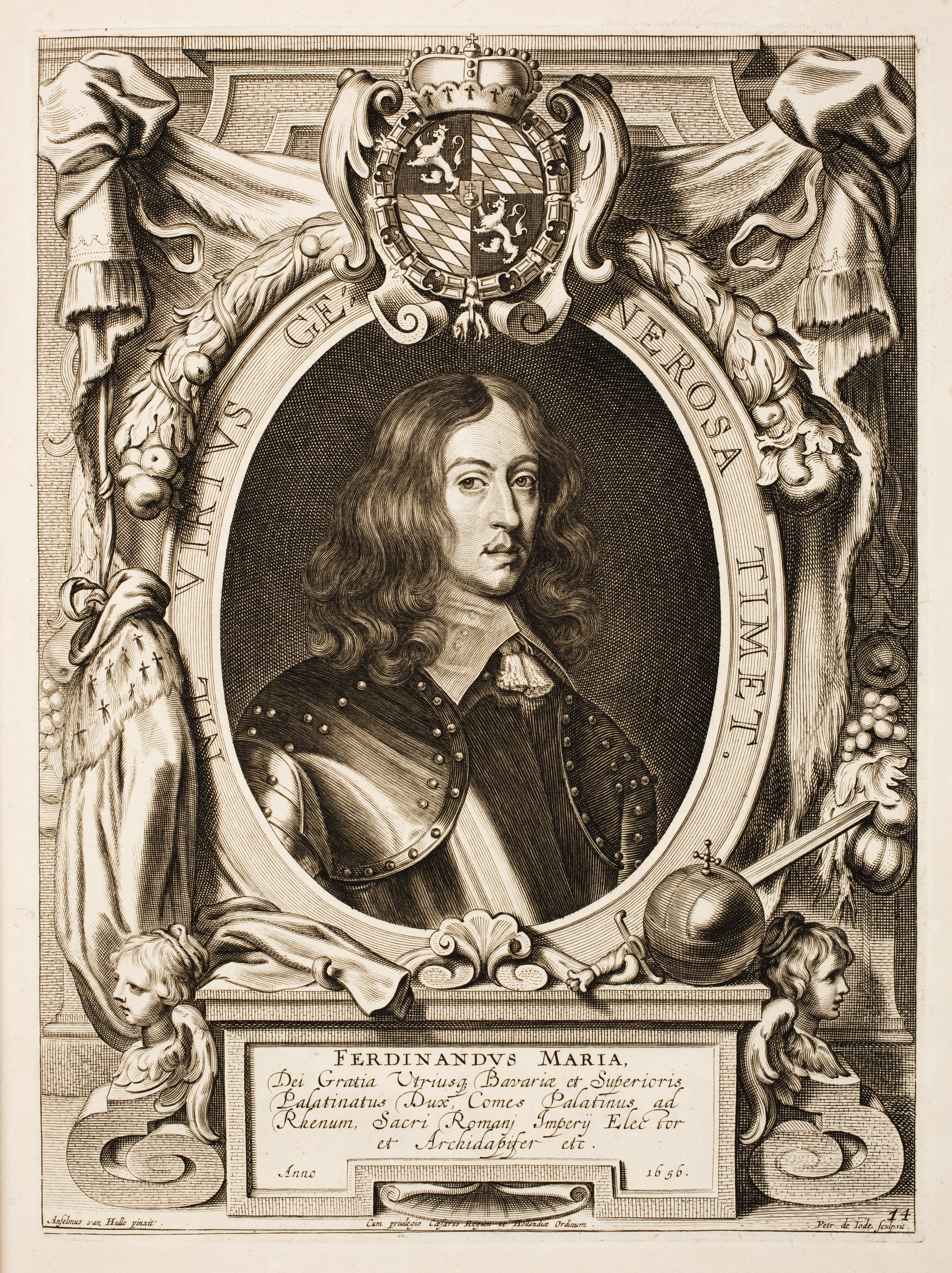
Ferdinando Maria di Baviera in un'incisione d'epoca

La sua politica, caratterizzata da uno spirito assolutista, divenne ben presto un modello per molti altri stati tedeschi, e come il futuro consuocero Luigi XIV in Francia, sospese il parlamento bavarese nel 1669 (l'ultima volta era accaduto nel 1612). In un primo momento neutrale tra le due potenze tra cui si trovava schiacciato anche geograficamente (la Francia su un lato e l'Impero sull'altro), decise infine di allearsi con la Francia, avanzando delle pretese sulla corona imperiale ed entrando perciò in conflitto con gli Asburgo. Per garantire la sua alleanza con la Francia di Luigi XIV, tracciò le linee per un progetto di matrimonio tra sua figlia Maria Anna Vittoria ed il primogenito del re di Francia, progetto che ad ogni modo si concretizzò solo dopo la sua morte.

#### Politica interna
L'obiettivo principale del suo governo fu la ricostruzione del paese dopo le devastazioni della guerra dei Trent'anni. Il trentennio del suo governo fu un prerequisito essenziale per il consolidamento e lo sviluppo della Baviera, ma parallelamente decise di intraprendere una serie di riforme economiche e finanziarie a favore dei contadini, nonché dell'esercito. Fece inoltre rielaborare i regolamenti comunali. Sempre sull'esempio della corte francese, avviò anche in Baviera lo sviluppo della teoria economica del mercantilismo di Jean-Baptiste Colbert che gli consentì di superare il divario economico col resto dell'Europa molto prima rispetto ad altri stati tedeschi. Fallirono invece i suoi tentativi di sviluppare un sistema di fabbriche nazionali sul modello di quelle istituite da Luigi XIV.
Fervente cattolico, ristabilì quasi tutti i monasteri secolarizzati della Baviera e promosse largamente nuovi ordini religiosi, in particolare nell'Alto Palatinato.

### Matrimonio
A soli 16 anni sposò Enrichetta Adelaide di Savoia, figlia di Vittorio Amedeo I di Savoia.

### Morte
Morì nel Castello di Schleißheim, assistito dal teatino Antonio Spinelli, e a lui successe il figlio Massimiliano II Emanuele. È sepolto nella cripta della Chiesa dei Teatini di Monaco.

## Patrono delle arti

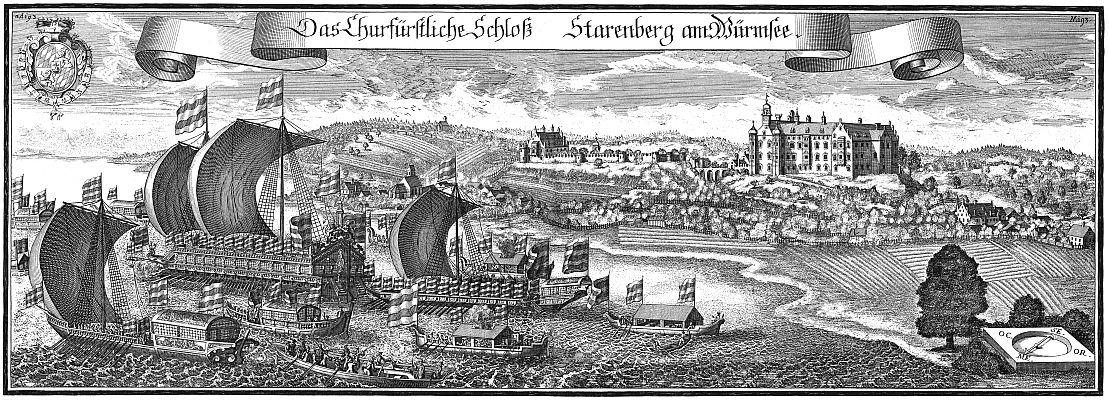
Incisione su rame di Michael Wening: Il castello di Starnberg con il Bucintoro, la gondola di Ferdinando Maria in Topographia Bavariae c. 1700

Col matrimonio di Ferdinando Maria con la rincipessa Enrichetta Adelaide di Savoia, in pieno Seicento giunse in Baviera il barocco italiano.
Si distinse da subito con la moglie come patrono delle arti nel suo paese e, tra le altre cose, fece erigere il Teatro dell'Opera di Salvatorplatz e la Chiesa dei Teatini di Monaco che venne costruita nel 1663 come ringraziamento della coppia regale per aver avuto un figlio maschio per la successione del trono bavarese, il principe Massimiliano Emanuele. Nel 1664, commissionò all'architetto italiano Agostino Barelli con la moglie la costruzione del Castello di Nymphenburg, presso Monaco, in stile barocco.
Il Lago di Starnberg venne acquistato da Ferdinando Maria dalla famiglia Horwarth e divenne il centro di numerosi festeggiamenti di corte grazie anche alla presenza di numerose gondole veneziane appositamente fatte giungere dall'Italia. Proprio sulle rive di questo lago, l'elettore diede ordine di costruire il Castello di Berg nel 1676 il quale, una volta completato, divenne uno dei simboli più importanti del potere elettorale in Baviera, un luogo ove stupire gli ospiti con feste e cacce.
Nella Münchner Residenz, il suo palazzo residenziale a Monaco di Baviera, Ferdinando Maria fece costruire i cosiddetti Appartamenti Papali. Queste furono probabilmente frutto del viaggio compiuto dalla coppia elettorale in Italia nel 1667.

## Matrimonio e figli

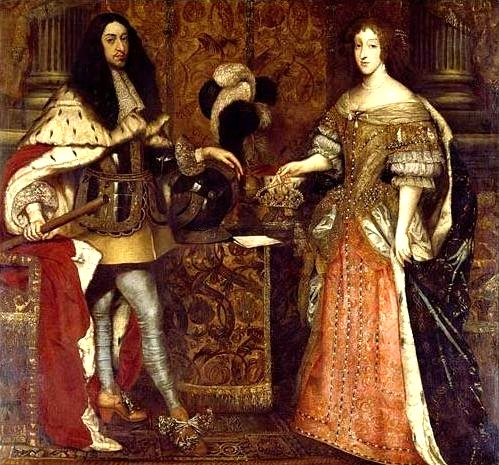
Ferdinando di Baviera e la moglie Enrichetta di Savoia in un ritratto di Sebastiano Bombelli.

Dal matrimonio con Enrichetta Adelaide nacquero i seguenti figli che raggiunsero l'età adulta:
- Maria Anna di Baviera (1660-1690), sposò Luigi, il Gran Delfino;
- Massimiliano II (1662–1726), elettore di Baviera, sposò in prime nozze Maria Antonia d'Austria ed in seconde nozze Teresa Cunegonda Sobieska di Polonia;
- Luisa Margherita Antonia (1663–1665);
- Ludovico Amedeo Vittorio (1665–1665);
- Gaetano Maria Francesco (1670–1670);
- Giuseppe Clemente (1671–1723), arcivescovo di Colonia;
- Violante Beatrice (1673-1731), sposò Ferdinando de' Medici.

L'elettrice ebbe inoltre tre aborti spontanei: nel giugno del 1661, nel marzo del 1664 e nel 1674.

## Ascendenza
|                                |                        |                                   | Genitori                           |  |  | Nonni |  |  | Bisnonni                |  |  | Trisnonni                   |  |
|                                |                        |                                   |                                    |  |  |       |  |  | 8. Alberto V di Baviera |  |  | 16. Guglielmo IV di Baviera |  |
|                                |                        |                                   |                                    |  |  |       |  |  | 8. Alberto V di Baviera |  |  | 16. Guglielmo IV di Baviera |  |
|                                |                        | 17. Maria Giacomina di Baden      |                                    |  |  |       |  |  | 8. Alberto V di Baviera |  |  |                             |  |
| 4. Guglielmo V di Baviera      |                        |                                   |                                    |  |  |       |  |  | 8. Alberto V di Baviera |  |  |                             |  |
|                                |                        | 9. Anna d'Asburgo                 | 18. Ferdinando I d'Asburgo         |  |  |       |  |  |                         |  |  |                             |  |
|                                |                        | 9. Anna d'Asburgo                 | 18. Ferdinando I d'Asburgo         |  |  |       |  |  |                         |  |  |                             |  |
|                                |                        | 9. Anna d'Asburgo                 | 19. Anna Jagellone                 |  |  |       |  |  |                         |  |  |                             |  |
| 2. Massimiliano I di Baviera   |                        | 9. Anna d'Asburgo                 |                                    |  |  |       |  |  |                         |  |  |                             |  |
|                                |                        | 10. Francesco I di Lorena         | 20. Antonio di Lorena              |  |  |       |  |  |                         |  |  |                             |  |
|                                |                        | 10. Francesco I di Lorena         | 20. Antonio di Lorena              |  |  |       |  |  |                         |  |  |                             |  |
|                                |                        | 10. Francesco I di Lorena         | 21. Renata di Borbone-Montpensier  |  |  |       |  |  |                         |  |  |                             |  |
| 5. Renata di Lorena            |                        | 10. Francesco I di Lorena         |                                    |  |  |       |  |  |                         |  |  |                             |  |
|                                |                        | 11. Cristina di Danimarca         | 22. Cristiano II di Danimarca      |  |  |       |  |  |                         |  |  |                             |  |
|                                |                        | 11. Cristina di Danimarca         | 22. Cristiano II di Danimarca      |  |  |       |  |  |                         |  |  |                             |  |
|                                |                        | 11. Cristina di Danimarca         | 23. Isabella d'Asburgo             |  |  |       |  |  |                         |  |  |                             |  |
| 1. Ferdinando Maria di Baviera |                        | 11. Cristina di Danimarca         |                                    |  |  |       |  |  |                         |  |  |                             |  |
|                                | 12. Carlo II d'Austria | 24. Ferdinando I d'Asburgo (= 18) |                                    |  |  |       |  |  |                         |  |  |                             |  |
|                                | 12. Carlo II d'Austria | 24. Ferdinando I d'Asburgo (= 18) |                                    |  |  |       |  |  |                         |  |  |                             |  |
|                                | 12. Carlo II d'Austria | 25. Anna Jagellone (= 19)         |                                    |  |  |       |  |  |                         |  |  |                             |  |
| 6. Ferdinando II d'Asburgo     | 12. Carlo II d'Austria |                                   |                                    |  |  |       |  |  |                         |  |  |                             |  |
|                                |                        | 13. Maria Anna di Baviera         | 26. Alberto V di Baviera (= 8)     |  |  |       |  |  |                         |  |  |                             |  |
|                                |                        | 13. Maria Anna di Baviera         | 26. Alberto V di Baviera (= 8)     |  |  |       |  |  |                         |  |  |                             |  |
|                                |                        | 13. Maria Anna di Baviera         | 27. Anna d'Asburgo (= 9)           |  |  |       |  |  |                         |  |  |                             |  |
| 3. Maria Anna d'Asburgo        |                        | 13. Maria Anna di Baviera         |                                    |  |  |       |  |  |                         |  |  |                             |  |
|                                |                        | 14. Guglielmo V di Baviera (= 4)  | 28. Alberto V di Baviera (= 8, 26) |  |  |       |  |  |                         |  |  |                             |  |
|                                |                        | 14. Guglielmo V di Baviera (= 4)  | 28. Alberto V di Baviera (= 8, 26) |  |  |       |  |  |                         |  |  |                             |  |
|                                |                        | 14. Guglielmo V di Baviera (= 4)  | 29. Anna d'Asburgo (= 9, 27)       |  |  |       |  |  |                         |  |  |                             |  |
| 7. Maria Anna di Baviera       |                        | 14. Guglielmo V di Baviera (= 4)  |                                    |  |  |       |  |  |                         |  |  |                             |  |
|                                |                        | 15. Renata di Lorena (= 5)        | 30. Francesco I di Lorena (= 10)   |  |  |       |  |  |                         |  |  |                             |  |
|                                |                        | 15. Renata di Lorena (= 5)        | 30. Francesco I di Lorena (= 10)   |  |  |       |  |  |                         |  |  |                             |  |
|                                |                        | 15. Renata di Lorena (= 5)        | 31. Cristina di Danimarca (= 11)   |  |  |       |  |  |                         |  |  |                             |  |
|                                |                        | 15. Renata di Lorena (= 5)        |                                    |  |  |       |  |  |                         |  |  |                             |  |